# Monte Venda
Der Monte Venda ist mit 601 m die höchste Erhebung der Euganeischen Hügel in der venetischen Provinz Padua. Er liegt im Naturpark dieser Hügel auf dem Gebiet der vier Gemeinden Galzignano Terme, Teolo, Vò und Cinto Euganeo.

## Geologie und Landschaft
Am Fuße des Monte Venda befinden sich tonhaltige Sedimentgesteine, die mit einem Alter von ca. 40 bis 45 Mio. Jahren dem Eozän zuzurechnen sind. Der kegelförmige Hügel selbst ist wie alle Erhebungen dieses Gebiets vulkanischen Ursprungs und besteht aus Trachyt.
Innerhalb der urwüchsigen Naturlandschaft an den Hängen des Monte Venda sind, bedingt durch unterschiedliches Mikroklima, mehrere Vegetationszonen auszumachen. Während auf der trockenen sonnigen Südseite Eiche, Esche, Hainbuche und Macchia-Büsche vorherrschen, ist die feuchtere Nordseite durch ausgedehnte Edelkastanienwälder geprägt; einige von ihnen mit bizarr geformten Stämmen sind jahrhundertealt und werden maronari genannt. In den niederschlagsreicheren Wintermonaten gibt es hier auch einen kleinen See, umstanden von Schwarzpappeln und Moorbirken.

## Infrastruktur
Auf dem Gipfel und im Berg befinden sich militärische Anlagen aus den 1950er Jahren, die seit 1998 nicht mehr genutzt werden. Es handelt sich um unterirdische Bunkeranlagen, in denen Führungseinrichtungen der NATO und der italienischen Luftwaffe untergebracht waren, namentlich das 1st Regional Operations Centre (1. ROC), das für die Luftraumkontrolle und die operative Führung von Einsatzverbänden in Norditalien (ab 1976 auch Mittelitalien) verantwortlich war. Vergleichbare Einrichtungen befanden sich im Monte Cavo bei Rom (2. ROC, bis 1976) und bei Martina Franca in Apulien (3. ROC). Die Nachfolgeorganisation befindet sich seither bei Poggio Renatico.
Im September 2005 richteten die italienischen Linksdemokraten eine an vier Ministerien gerichtete Parlamentarische Anfrage mit dem Ziel, den Rückbau der mit Asbest verseuchten Anlagen sowie die Aufklärung von mutmaßlich mit dieser Verseuchung in Zusammenhang stehenden 20 Todesfällen und Gesundheitsschäden übriger Betroffener zu erwirken. Die Antworten von 2006, sich hierum mit der gebotenen Intensität zu kümmern, haben bisher (Stand 2009) noch nicht zu der geforderten Demontage geführt.
Zugleich ist der Monte Venda Standort des mit 100 m höchsten RAI-Sendeturms der Region, der über eine ganz Venetien sowie Teile des Friaul, des Trentino sowie der Provinzen Brescia, Mantua und Ferrara umfassende Reichweite verfügt, dem Sender Monte Venda.
Ein zweiter, 60 m hoher Sendeturm wurde 2004 im Auftrag des italienischen Luftwaffe trotz Protesten der Anwohner der Gemeinde Teolo als für militärische Sender nutzbare Radiobrücke errichtet.
Die Zufahrtsstraße von Castelnuovo aus zu den Sendeanlagen ist für die Öffentlichkeit gesperrt.
Der Aufstieg zu Fuß beginnt am Wanderparkplatz Casa Marina (Infocenter der Regionalparkverwaltung) oder an dem Restaurant Re del Venda (ehemaliges Hofgut, um 1500) in Sottovenda. Von dort führen zwei von der Regionalparkverwaltung angelegte Rundwanderwege in die geschützte Landschaft am Monte Venda. Der kürzere breite, teilweise auch als behindertengerecht ausgewiesen, führt auf 5 km (2 Std.) an der Flanke des Berges vorbei, der längere, nach einem Padaner Astronom des 19. Jahrhunderts benannte Sentiero G.C. Lorenzoni (7 km, 4–5 Std.) hat schwierige, teilweise steile und ausgesetzte Abschnitte und führt einmal um den ganzen Berg herum.

## Ehemalige Benediktinerabtei Monastero degli Olivetani

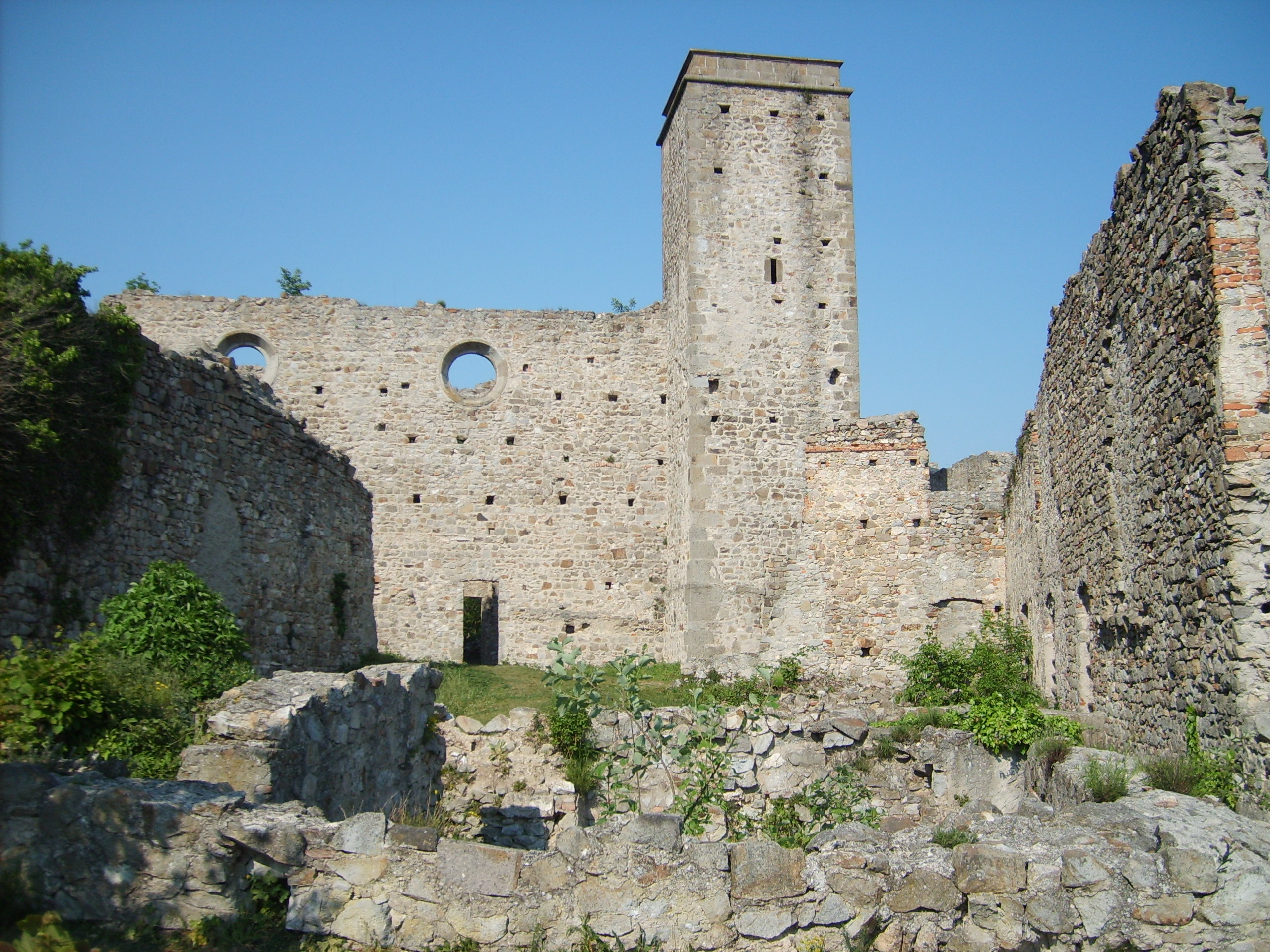
Monastero degli Olivetani

Knapp unterhalb des Gipfels liegen – nur zu Fuß erreichbar als Abstecher vom Sentiero del Monte Venda G.C. Lorenzoni – die Ruinen einer im Kern um 1100 von einem Eremiten namens Adam errichteten Klause, die 1207 von Paduas Benediktinerabtei Santa Giustina übernommen und zu einem größeren Kloster umgebaut wurde. Zugleich wurde eine Johannes dem Täufer geweihte Kirche errichtet.
Um 1300 übertrug der Bischof von Padua das Kloster den Olivetanern unter dem Schutz der padanischen Adelsfamilie Carraresi. In ihrem Besitz blieb die nochmals vergrößerte Abtei bis 1771, als die Republik Venedig sie noch vor der napoleonischen Eroberung und Säkularisation aller Klöster der Region vorzeitig aufgab. Danach verfiel die Anlage, bis die Regionalparkverwaltung ihre Restaurierung und Anbindung an das Wanderwegenetz des Parks in Angriff nahm.
Die abgelegenen Ruinen der Klosterkirche und Klausurgebäude sind zugleich ein Aussichtspunkt mit Blick auf den Monte Rua mit seiner Kamaldulenser-Einsiedelei und weitem Panorama in die Poebene.